# Guido Milanesi
Guido Milanesi (Roma, 10 dicembre 1875 – Roma, 15 dicembre 1956) è stato uno scrittore e militare italiano.

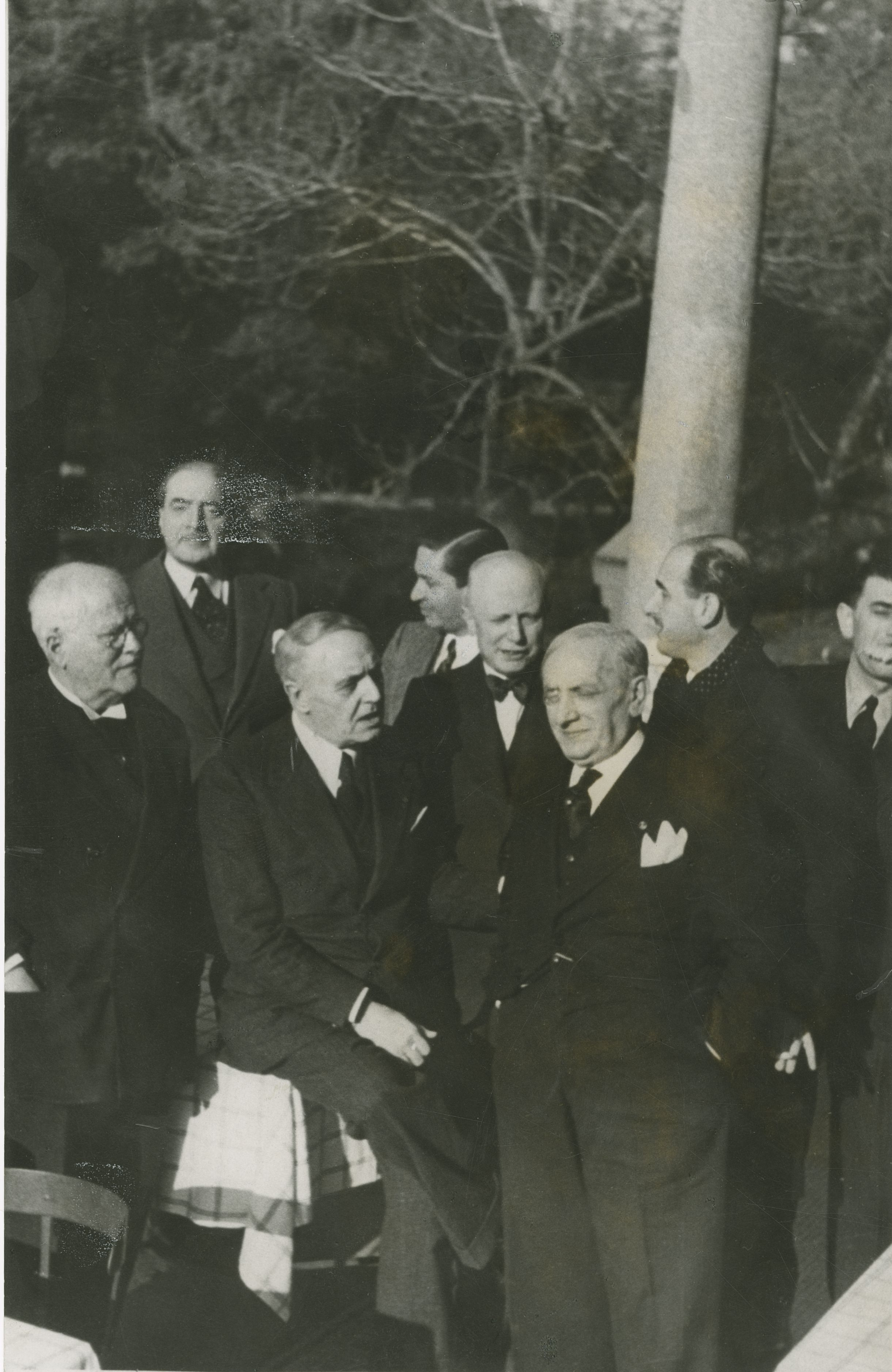
Foto di un gruppo di scrittori italiani nel 1930: insieme a Guido Milanesi ci sono Alfredo Panzini (il primo a sinistra), Trilussa, Alessandro Varaldo e Lucio D'Ambra.

Le sue opere si caratterizzano per la presenza di elementi autobiografici (relativi alla vita militare) e per l'interesse verso argomenti di carattere coloniale.

## Biografia
Dedicatosi presto alla letteratura, ebbe anche una significativa attività come ufficiale della Marina italiana durante la Guerra italo-turca (1912) (fu capitano di vascello e poi contrammiraglio). Si dedicò in seguito alla stesura di romanzi, prediligendo soggetti di carattere avventuroso, spesso tratti dalle sue esperienze belliche, soprattutto di vita marinara. Ebbe un notevole successo di pubblico e i suoi romanzi furono ristampati ininterrottamente sino alla seconda guerra mondiale. Fascista convinto, controfirmò il telegramma di dieci romanzieri del “Gruppo d'azione per servire il Romanzo italiano in Italia ed all'estero” (24 maggio 1928), con Antonio Beltramelli, Massimo Bontempelli, Lucio D’Ambra, Alessandro De Stefani, Tommaso Marinetti, Mario Maria Martini, Alessandro Varaldo, Cesare Giulio Viola, Luciano Zuccoli.
Nei suoi romanzi sono presenti spesso spunti polemici e prese di posizione politiche. Non accettò le leggi razziali  e, contrariamente a quanto può sembrare dalla rilettura cinematografica di un suo romanzo (La sperduta di Allah, diretto da Enrico Guazzoni, con Ines Falena e Gino Talamo, uscito nel 1929), non nascose mai una certa insofferenza nei confronti degli estremismi religiosi e razziali, in particolare di origine germanica, che traspare evidente da gran parte dei suoi scritti .
Jane la meticcia racconta le disavventure di una giovane donna "mulatta" (di padre europeo e madre africana) in ambientazione caraibica. L'interesse dell'autore è qui volto a rappresentare la difficile condizione di vita dei "meticci", individui intrinsecamente disarmonici a causa della commistione razziale di cui sono il frutto. Nel caso di Jane, tale disarmonia si manifesta nel suo tentativo di vivere al fianco dei bianchi e lontano dalla popolazione di origine africana:
"Tutto il fervore dei suoi diciotto anni era teso verso questa meta suprema: vivere coi bianchi, accanto a loro, come loro. La sua anima di meticcia, con un lento lavorio al rovescio, sembrava esser riuscita a scindersi nei due elementi originari di cui era composta, il bianco e il negro, condensando l’uno come in un latte immateriale che rappresentava il suo massimo orgoglio, l’altro, in un po’ di polvere di carbone che era la sua tortura d’ogni momento."
Nel romanzo La sperduta di Allah, ambientato nella Libia coloniale, il punto di vista descrive con grande accuratezza dall'interno l'ambiente musulmano libico, di cui fanno parte diversi personaggi, che si esprimono in modo tipicamente arabo-musulmano. Il protagonista, Ugo Albertenghi, intrattiene una relazione sessuale con una donna indigena (Neschma), di cui.è inizialmente innamorato. Dopo l'avvento al potere del fascismo, Albertenghi, moralmente rigeneratosi di pari passo all'Italia, capisce l'enorme distanza che lo divide da Neschma. A quel punto, nemmeno la morte del figlio da lei avuto potrà causargli dolore: 
"Neanche la memoria di quel figlio rimaneva più a suo padre. La terra d’Allah lo aveva accolto ma imprimendogli il marchio dei figli d’Allah per farne polvere sahariana. Pregare? In nome di quale Dio! La compagine cristiana dell’anima di Albertenghi rimase come annichilita, rifiutandosi con orrore d’ammettere ciò che in fondo costituiva la conseguenza logica d’un ordine di fatti non suscettibili d’altra conclusione. Tra quella pietra e lui si frapponeva come una saracinesca di ghiaccio dietro della quale una voce lo rimproverava di una così enorme colpa, da farlo rimanere sgomento."
Pubblicò soprattutto con la Casa Editrice Alberto Stock di Roma, con Alberto Mondadori e con la casa editrice Ceschina.

## Opere

### Romanzi
- Nel Santo Moghreb. Scene marocchine, 1900
- Eva Marina. Romanzi, 1921
- L'ancora divelta. Romanzo di ieri, 1923
- Figlia di Re. Romanzo, 1924
- L'ancora d'oro. Racconti di guerra marittima, 1925
- Le aquile. Racconti della guerra dell'aria, 1926 (III ed.)
- Asterie. Racconti di mare, 1927 (IV ed.)
- La sperduta di Allah. Romanzo, 1927
- Ànthi. Romanzo di Rodi, 1928 (VIII ed.)
- Cuccioli spersi. Romanzi esotici per giovanetti, 1928 (VI ed.)
- La voce del fondo. Romanzo di sommergibili, 1928
- Mar sanguigno. Romanzo del Mondo, 1928 (VI ed.)
- Nomadi. Romanzi esotici, 1928 (VI ed.)
- Nella scia. Romanzi, 1928 (V ed.)
- L'amore di Ja-nu (I palpiti della terra). Romanzi esotici, 1928 (III ed.)
- Quando la Terra era grande. Racconti, 1928 (II ed.)
- Thàlatta. Romanzi di mare, 1928 (VII ed.)
- Il Decameroncino del cacciatorpediniere “Enea”. Romanzi senza briglia, 1929 (III ed.)
- La bianca croce. Romanzo di Malta, 1929 (III ed.)
- Jane la meticcia. 15 racconti di marinaio, 1929
- Le fiamme dell'ara. Racconti della guerra terrestre, 1929
- Lo zar non è morto, Roma, Edizione Sapientia, 1929 (romanzo collettivo, con il "Gruppo dei Dieci")
- Kaddish. Romanzo d'Israele, 1930 (IV ed)
- L'inferno d'acqua. Romanzo, 1930
- L'ondata, Romanzo, 1931 (III ed.)
- Il guardiano del Duilio. Novelle, 1931 (II ed.)
- Silenzio. Romanzo di Saigon, 1931
- Quilla figlia del sole, 1932 (II ed.)
- Oshidori. Romanzo per ragazzi, 1934
- Addio Principessa! e altri racconti, 1935
- La sera di santa Barbara, 1938 (II ed.)
- Rahatea, 1940
- Il ritorno, 1941 (III ed.)
- Racconti di tutti i mari, 1941
- Agiacsiò. Romanzo della corsica, 1942 (III ed.)
- Jeni Ay, 1942 (V ed.)
- Sancta Maria, 1942 (XI ed.)
- Villa Santa Branda, 1952